# Ono Yohei
Yohei Ono (大野 耀平 Ono Yohei, sinh ngày 6 tháng 12 năm 1994) là một cầu thủ bóng đá người Nhật Bản. Anh thi đấu cho Kyoto Sanga FC.

## Sự nghiệp
Yohei Ono gia nhập câu lạc bộ tại J2 League Kyoto Sanga FC năm 2017.